# Conchocele disjuncta
Conchocele disjuncta är en musselart som beskrevs av William More Gabb 1866. Conchocele disjuncta ingår i släktet Conchocele och familjen Thyasiridae. Inga underarter finns listade i Catalogue of Life.